# 克兰多拉瓦尔萨西纳
克兰多拉瓦尔萨西纳（義大利語：Crandola Valsassina），是意大利莱科省的一个市镇。总面积9平方公里，人口271人，人口密度30.1人/平方公里（2009年）。国家统计（ISTAT）代码为097027。